# Grande rivière Noire Est
Pour les articles homonymes, voir Rivière Noire.
La Grande rivière Noire Est (anglais : Big Black River East) est un affluent de la Grande rivière Noire (fleuve Saint-Jean), traversant les municipalités de Saint-Adalbert et de Saint-Marcel (Québec), dans L'Islet (municipalité régionale de comté), dans la région administrative de Chaudière-Appalaches, au Sud du Québec, au Canada.
Le sous-bassin versant de la « Grande rivière Noire Est » est accessible surtout par la route 285.

## Hydrographie
La « Grande rivière Noire Est » prend sa source d’un ruisseau de montagne dans le canton de Leverrier dans la municipalité de Saint-Adalbert, dans les Monts Notre-Dame, sur le versant Nord-Ouest d’une montagne dont le sommet atteint 494 m. Cette source est située à :
- 6,6 km au Sud-Ouest du centre du village de Saint-Adalbert ;
- 9,6 km au Nord-Est du centre du village de Sainte-Lucie-de-Beauregard ;
- 9,5 km au Nord-Est du centre du village de Saint-Marcel (Québec) ;
- 6,9 km au Nord-Ouest de la frontière canado-américaine.

À partir de sa source, la « Grande rivière Noire Est » coule sur 11,1 km au Québec, selon les segments suivants :
- 1,0 km vers le Nord dans Saint-Adalbert, jusqu'à la route 285 ;
- 2,6 km vers le Nord-Ouest, en traversant une zone de marais et en formant une boucle vers le Nord-Est pour revenir couper la route 285 ;
- 1,8 km vers le Nord-Ouest, jusqu'à la confluence de la Petite rivière William (venant du Sud-Ouest) ;
- 1,1 km vers le Nord-Est, jusqu'à la (route 285) ;
- 0,6 km vers le Nord-Est, jusqu'à la confluence de rivière William (venant du Sud-Ouest) ;
- 3,0 km vers le Nord-Est, jusqu'à la limite de la municipalité de Saint-Marcel (Québec) ;
- 1,0 km vers le Nord-Ouest, en serpentant jusqu’à la confluence de la rivière[1].

La Grande rivière Noire Est se déverse sur la rive Sud de la Grande rivière Noire (fleuve Saint-Jean) dans le canton de Leverrier de Saint-Marcel (Québec). Cette confluence est située à :
- 4,5 km au Sud-Est du centre du village de Saint-Marcel (Québec) ;
- 11,9 km au Nord-Ouest de la frontière canado-américaine (Québec-Maine).

À partir de la confluence de la « Grande rivière Noire Est », la Grande rivière Noire (fleuve Saint-Jean) coule vers le Nord-Est, vers le Sud-Est puis vers l’Est jusqu’à la rive Ouest du fleuve Saint-Jean. Ce dernier coule vers l'Est et le Nord-Est en traversant le Maine, puis vers l'Est et le Sud-Est en traversant le Nouveau-Brunswick. Finalement le courant se déverse sur la rive Nord de la Baie de Fundy laquelle s’ouvre vers le Sud-Ouest sur l’Océan Atlantique.

## Toponymie
Le toponyme "Grande rivière Noire Est" a été officialisé le 5 décembre 1968 à la Commission de toponymie du Québec.